# Charlotte Köhler (Leichtathletin)
Charlotte Köhler (* 1. Juli 1907; † nach 1928) war eine deutsche Leichtathletin, die in den 1920er Jahren für den Berliner Sport-Club sowie für Eintracht Frankfurt startete. Sie war hauptsächlich als Sprinterin aktiv, bestritt jedoch auch Wettkämpfe im Hochsprung, im Weitsprung und im Speerwurf.

## Leistungen
Folgende persönliche Bestleistungen werden für sie angegeben:
- 12,4 s (100 m), erzielt am 1. August 1931 in Magdeburg
- 26,4 s (200 m), erzielt am 21. Juli 1929 in Frankfurt am Main
- 1,50 m (Hochsprung), erzielt am 23. Juni ebenda
- 5,27 m (Weitsprung), erzielt am 21. Juli ebenda
- 33,85 m (Speer), erzielt am 9. Juni in Frankfurt-Höchst

Zusammen mit Lilli Henoch, Gerda Pöting und Cläre Voss bildete sie die 4-mal-100-Meter-Staffel des Berliner SC, die nicht nur dreimal in Folge – 1924, 1925 und 1926 – die deutsche Meisterschaft gewann, sondern auch zwei deutsche Rekorde aufstellte:
- 51,6 s am 13. Juli 1924 in Berlin
- 50,3 s am 11. Juli 1926 in Köln. Diese Zeit wurde von der FSFI als Weltrekord notiert.

An den Olympischen Spielen 1928 in Amsterdam, bei denen erstmals leichtathletische Wettkämpfe für Frauen ausgetragen wurden, nahm sie nicht teil.